# بطولة العالم لسباق الدراجات على الطريق 1977
بطولة العالم لسباق الدراجات على الطريق 1977 هي الدورة ال50 من بطولة العالم لسباق الدراجات على الطريق، أجريت في سان كريستوبال، فنزويلا.

## برنامج المسابقات
رجال
- سباق الطريق ضد الساعة.
- سباق الطريق ضد الساعة للفرق.

سيدات
- سباق الطريق المداري.

شبان
- سباق الطريق المداري للشبان.

## النتائج النهائية
| المسابقة              | ذهبية                    | فضية                                 | برونزية                  |
| --------------------- | ------------------------ | ------------------------------------ | ------------------------ |
| الرجال                |                          |                                      |                          |
| سباق الطريق ضد الساعة | فرانشيسكو موزر (إيطاليا) | ديتريش تورو (FRG)                    | فرانكو بيتسي (إيطاليا)   |
| الفريق البطل          | الاتحاد السوفيتي         | إيطاليا                              | بولندا                   |
| السيدات               |                          |                                      |                          |
| سباق الطريق المداري   | جوزيان بوست (فرنسا)      | كوني كاربنتر-فيني (الولايات المتحدة) | Minnie Brinkhof (هولندا) |
| شبان                  |                          |                                      |                          |
| سباق الطريق المداري   | Ronny Van Holen (بلجيكا) | في اوفه كارلسون (السويد)             | Edwin Menzi (سويسرا)     |